# Bezirk Mendrisio

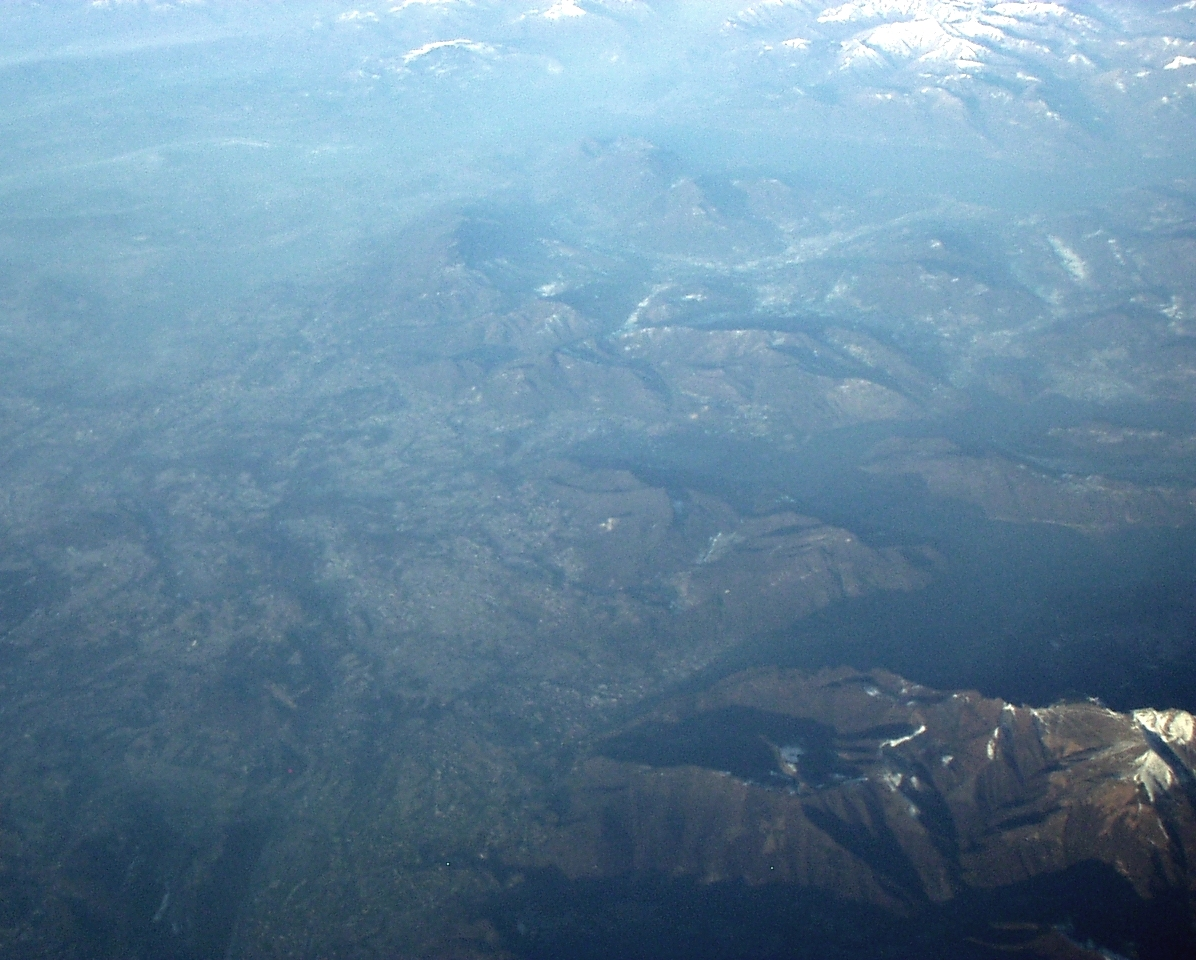
Bezirk Mendrisio, obere Bildhälfte ital. Region Lombardei (Provinz Varese), oben rechts Lago Maggiore

Der Bezirk Mendrisio (ital. Distretto di Mendrisio oder Mendrisiotto, ehem. Landvogtei Mendris) ist ein Bezirk des Schweizer Kantons Tessin. Hauptort ist Mendrisio.
Der Bezirk Mendrisio besteht aus 11 Gemeinden, die in den fünf Kreisen (circoli)
- Balerna
- Caneggio
- Mendrisio
- Riva San Vitale
- Stabio

zusammengeschlossen sind.
| Wappen            | Name der Gemeinde | Einwohner (31. Dezember 2023) | Fläche in km² | Einw. pro km² | Kreis           |
| ----------------- | ----------------- | ----------------------------- | ------------- | ------------- | --------------- |
| Balerna           | Balerna           | 3335                          | 2,53          | 1318          | Balerna         |
| Castel San Pietro | Castel San Pietro | 2225                          | 11,84         | 188           | Balerna         |
| Chiasso           | Chiasso           | 7565                          | 5,35          | 1414          | Balerna         |
| Morbio Inferiore  | Morbio Inferiore  | 4419                          | 2,26          | 1955          | Balerna         |
| Breggia           | Breggia           | 1936                          | 25,48         | 76            | Caneggio        |
| Vacallo           | Vacallo           | 3463                          | 1,64          | 2112          | Caneggio        |
| Coldrerio         | Coldrerio         | 2856                          | 2,46          | 1161          | Mendrisio       |
| Mendrisio         | Mendrisio         | 15'068                        | 31,77         | 474           | Mendrisio       |
| Riva San Vitale   | Riva San Vitale   | 2656                          | 6,05          | 439           | Riva San Vitale |
| Novazzano         | Novazzano         | 2344                          | 5,23          | 448           | Stabio          |
| Stabio            | Stabio            | 4485                          | 6,15          | 729           | Stabio          |
| Total (11)        | Total (11)        | 50'352                        | 100,76        | 500           | (5)             |

## Veränderungen im Gemeindebestand

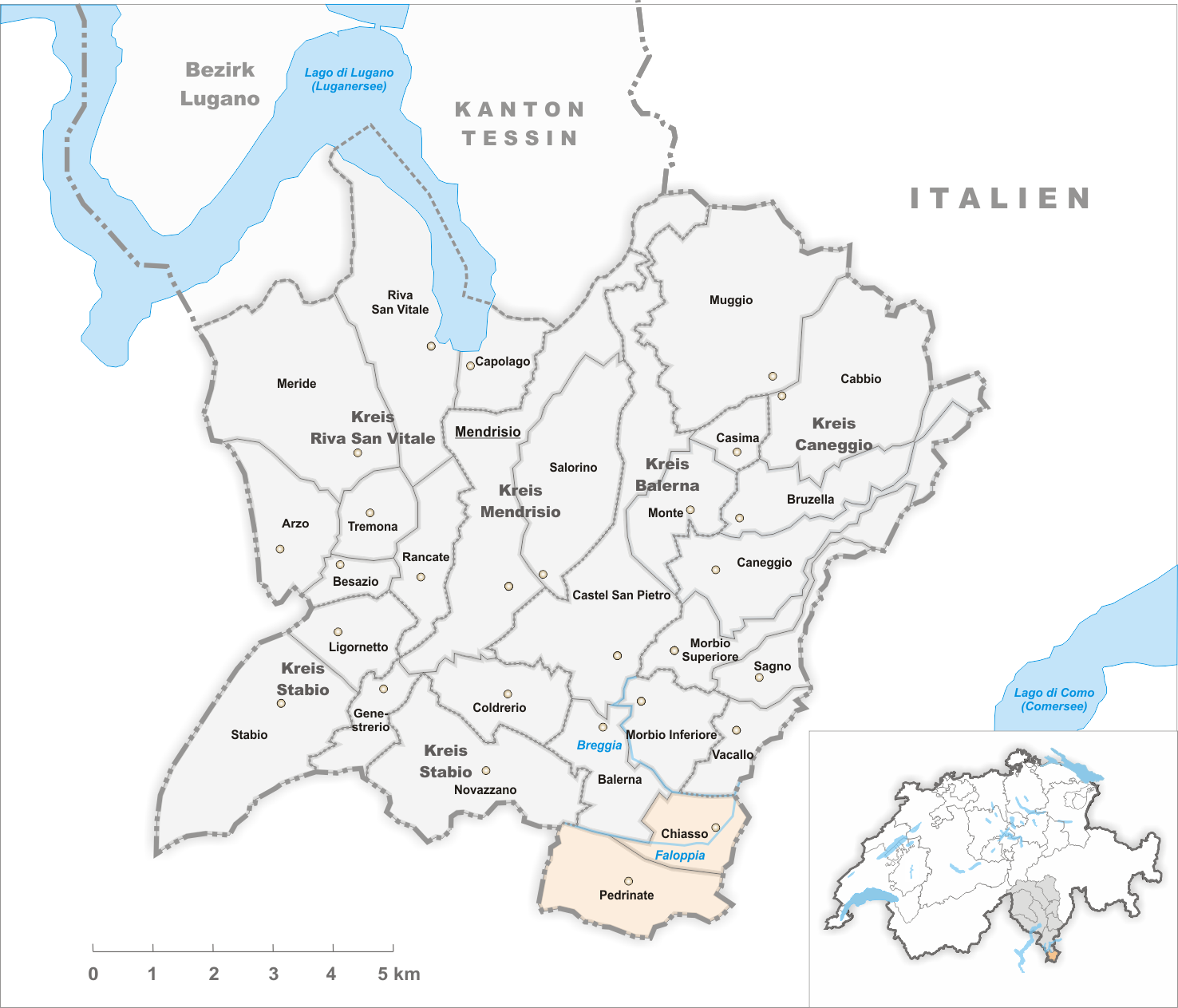
Gemeinden bis 1975
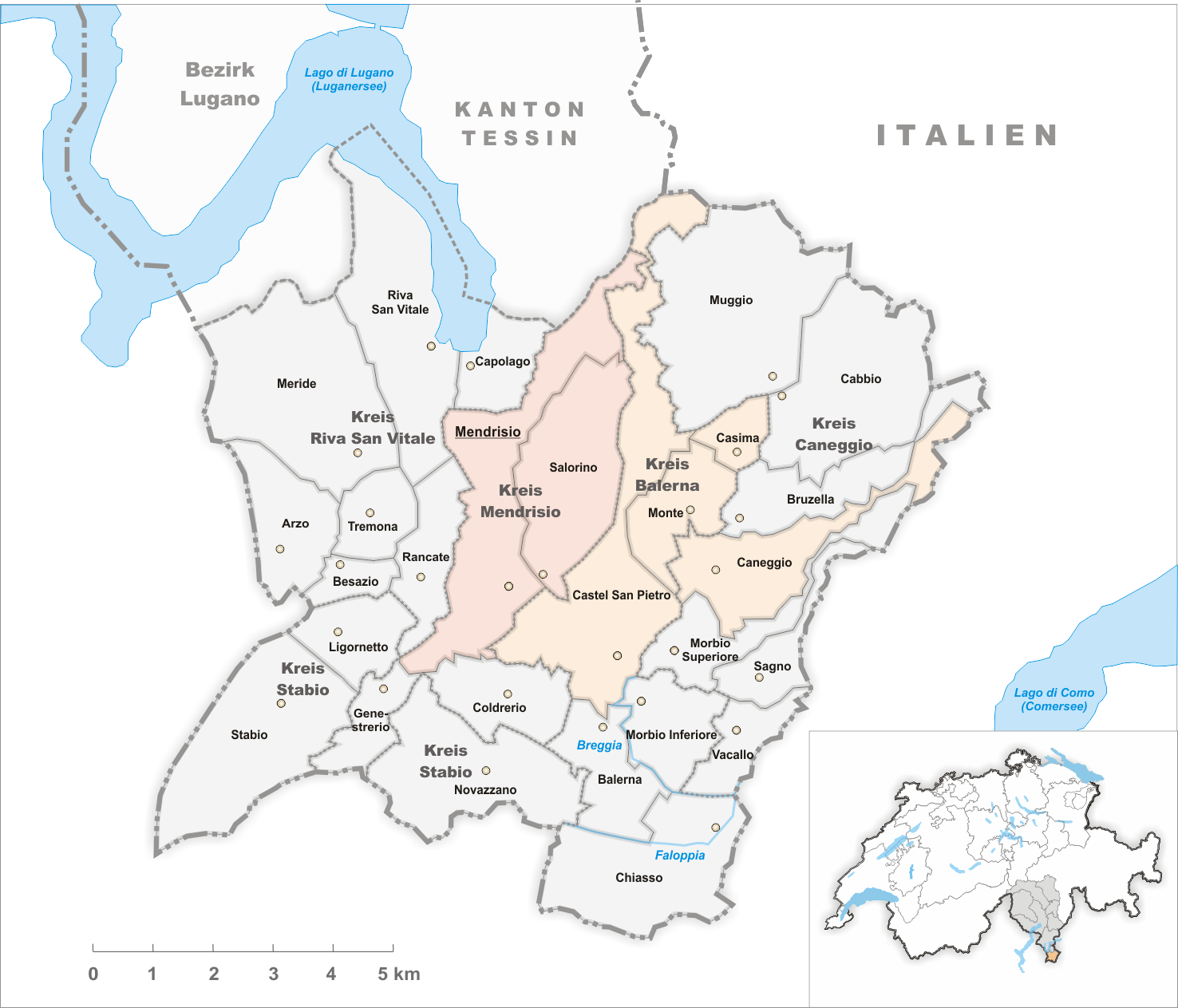
Gemeinden bis 2004
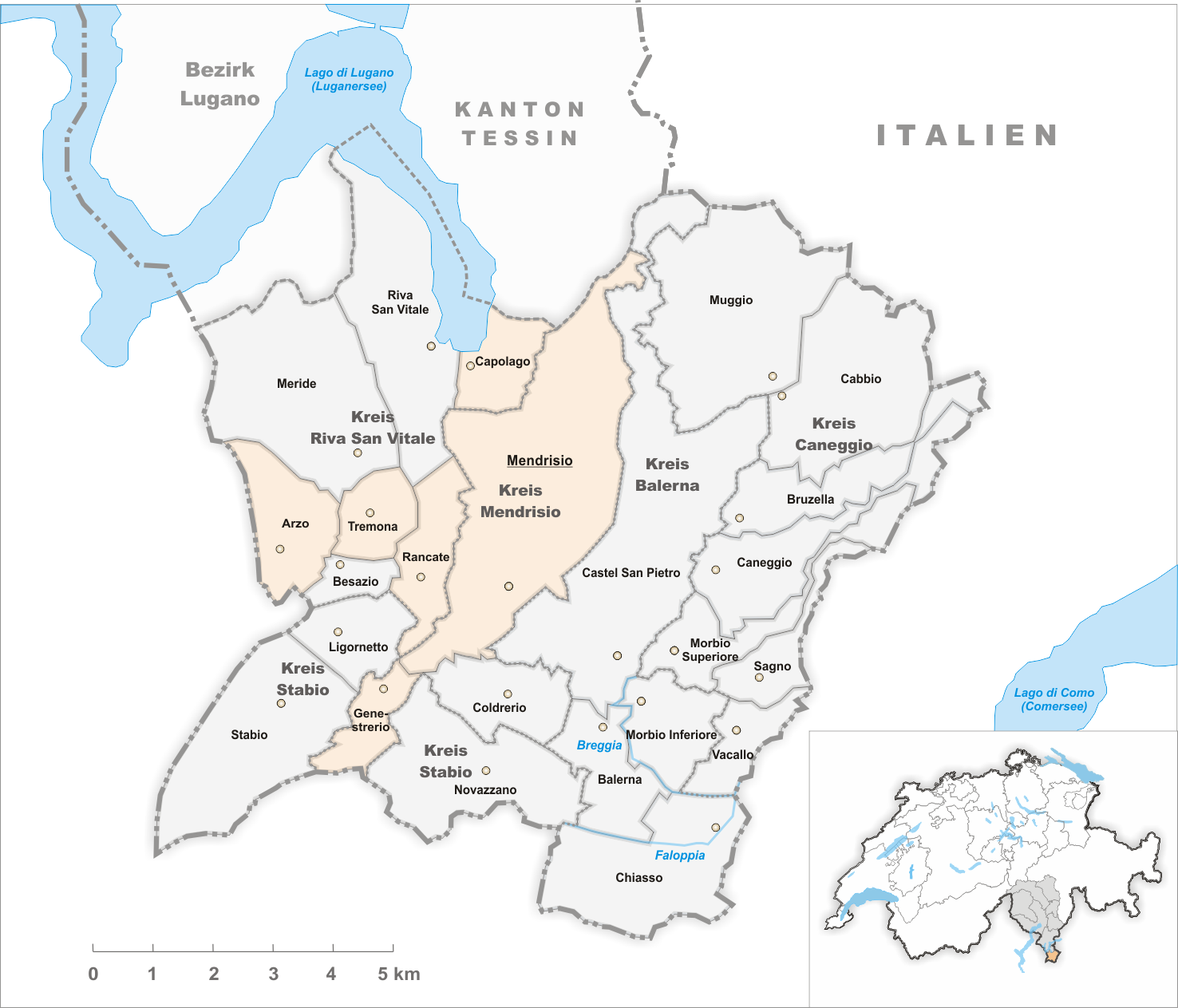
Gemeinden bis April 2009
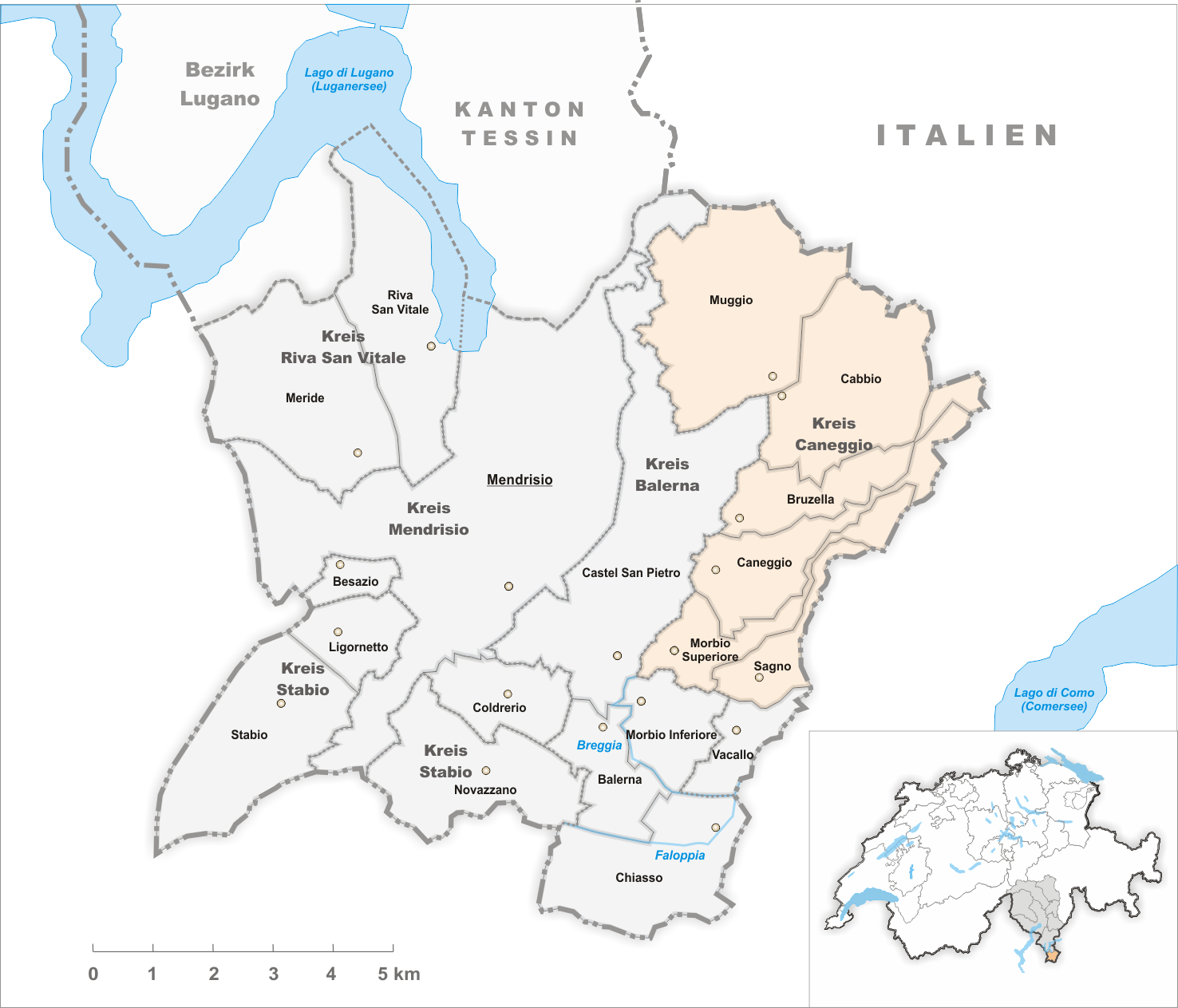
Gemeinden bis Oktober 2009
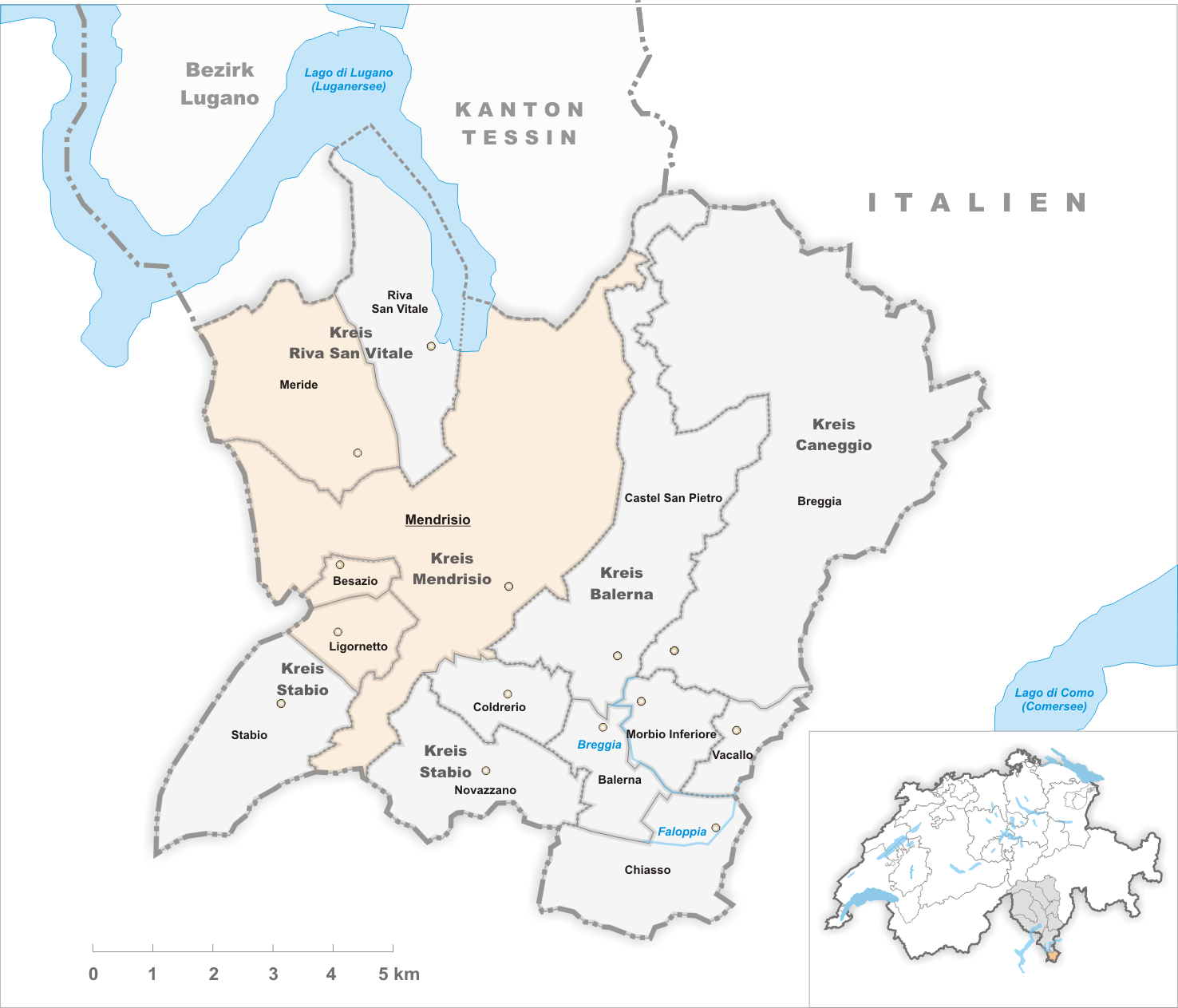
Gemeinden bis 2013

- 1. Januar 1814: Bezirkswechsel Kreis Riva San Vitale vom Bezirk Lugano  →  Bezirk Mendrisio

- 1. Januar 1976: Fusion Chiasso und Pedrinate  →  Chiasso

- 4. April 2004: Fusion Mendrisio und Salorino  →  Mendrisio
- 4. April 2004: Fusion Casima, Castel San Pietro, und Monte  →  Castel San Pietro

- 5. April 2009: Fusion Arzo, Capolago, Genestrerio, Mendrisio, Rancate und Tremona →  Mendrisio
- 25. Oktober 2009: Fusion Bruzella, Cabbio, Caneggio, Morbio Superiore, Muggio und Sagno →  Breggia

- 14. April 2013: Fusion Besazio, Ligornetto, Mendrisio und Meride →  Mendrisio